# Sia
Sia Kate Isobelle Furler (/ˈsiːə/ SEE-ə; sinh ngày 18 tháng 12 năm 1975), hay thường được biết đến với cái tên ngắn gọn là Sia, là một ca sĩ kiêm sáng tác nhạc, nhà sản xuất thu âm và đạo diễn video âm nhạc người Úc. Cô bắt đầu sự nghiệp là một ca sĩ thành viên trong ban nhạc acid jazz Crisp ở khu vực Adelaide vào giữa những năm 90. Vào năm 1997, khi ban nhạc Crisp giải tán, cô ra mắt album phòng thu đầu tay của cô, có tựa đề OnlySee ở Úc. Sau đó, cô chuyển sang sinh sống ở London, Anh và là giọng hát chính của bộ đôi Zero 7.
Vào năm 2000, cô ký hợp đồng với phòng thu âm Dance Pool của hãng Sony Music và phát hành album phòng thu thứ hai của mình, Healing Is Difficult, vào năm tiếp theo. Không hài lòng với việc quảng bá đĩa thu âm, cô ký hợp đồng với hãng Go! Beat và phát hành album phòng thu thứ ba, Colour the Small One, vào năm 2004. Dự án trên cuối cùng cũng đã kết nối được với đối tượng khán giả chủ đạo, và vì thế Sia đã di chuyển đến New York vào năm 2005 và bắt đầu chuyến lưu diễn của mình khắp nước Mỹ. Cô phát hành album phòng thu thứ tư và thứ năm của mình, Some People Have Real Problems và We Are Born, vào các năm 2008 và 2010. Sau đó cô quyết định "nghỉ giải lao", tập trung vào việc sáng tác nhạc cho các nghệ sĩ khác. Các tác phẩm này của cô bao gồm những sản phẩm hợp tác âm nhạc hết sức thành công như "Titanium" (với David Guetta), "Diamonds" (với Rihanna) và "Wild Ones" (với Flo Rida).
Vào năm 2014, Sia ra mắt album phòng thu thứ sáu của mình, 1000 Forms of Fear, đứng ở vị trí quán quân trong bảng xếp hạng Billboard 200 và phát hành đĩa đơn đột phá bán chạy nhất, "Chandelier", cùng với một bộ ba video âm nhạc có sự góp mặt của vũ công trẻ Maddie Ziegler. Vào năm 2016, album phòng thu thứ bảy của cô được phát hành, mang tên This Is Acting, bao gồm đĩa đơn "Cheap Thrills", là đĩa đơn đứng đầu bảng xếp hạng Billboard Hot 100 đầu tiên của cô. Cùng năm đó, Sia khởi động chuyến lưu diễn Nostalgic for the Present Tour của cô, bao gồm rất nhiều yếu tố nghệ thuật biểu diễn. Sia đã nhận được một loạt các giải thưởng, bao gồm Giải thưởng Âm nhạc ARIA và một Giải Video âm nhạc của MTV.

## Cuộc đời và sự nghiệp

### 1975–1997: Cuộc sống đầu đời và khởi đầu của sự nghiệp
Sia Kate Isobelle Furler được sinh ra vào ngày 18 tháng 12 năm 1975 tại Adelaide, Nam Úc. Cha cô, Phil Colson, là một nhạc công, và mẹ cô, Loene Furler là một giảng viên nghệ thuật. Sia còn là cháu gái của nam diễn viên kiêm ca sĩ Kevin Colson. Sia nói rằng khi còn nhỏ, cô hay bắt chước phong cách biểu diễn của Aretha Franklin, Stevie Wonder và Sting, những người được cô xem là những ảnh hưởng đầu tiên trong đời. Cô theo học tại Trường Trung học Adelaide. Giữa những năm 1990, Sia bắt đầu sự nghiệp của mình với tư cách là một ca sĩ trong ban nhạc acid jazz Crisp. Sia đã hợp tác với ban nhạc và đóng góp cho hai đĩa mở rộng của họ: Word and the Deal (1996) và Delirium (1997). Năm 1997, ban nhạc Crisp tan rã, Sia phát hành album đầu tay của cô mang tên OnlySee với hãng Flavoured Records tại Úc, vào ngày 23 tháng 12. Album đã bán được hơn 1.200 bản. Không giống với những album sau này, OnlySee được bày bán trên thị trường thương mại dưới cái tên đầy đủ của cô, "Sia Furler". Album được sản xuất bởi Jesse Flavell. Bài hát "Soon" được Sia thu âm lại dưới cái tên mới là "Sober and Unkissed" và được góp mặt vào album năm 2001 của cô, Healing Is Difficult.

### 1997–2006: Zero 7,Healing Is DifficultvàColour the Small One

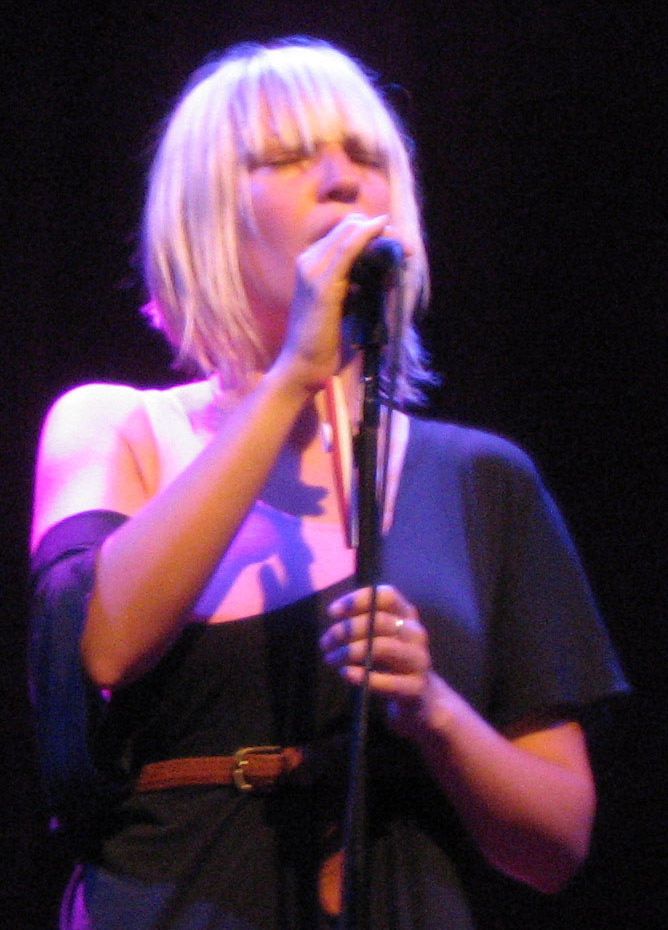
Sia biểu diễn trong một buổi hòa nhạc vào năm 2006

Sau khi ban nhạc Crisp tan rã vào năm 1997, Sia di chuyển đến London, nơi mà cô sẽ biểu diễn với tư cách là một giọng ca nền cho ban nhạc Anh Jamiroquai. Cô đồng thời cũng cung cấp giọng hát chính cho ban nhạc downtempo người Anh Zero 7 trong ba album phòng thu đầu tiên của họ và lưu diễn cùng ban nhạc. Trong album vào năm 2001 của Zero 7, Simple Things, Sia đóng góp giọng hát cho hai bài hát: "Destiny" và "Distractions." Đĩa đơn "Destiny" đứng ở vị trí thứ 30 trong bảng xếp hạng UK Singles Chart. Vào năm 2004, cô tiếp tục đóng góp cho Zero 7 qua các đĩa đơn "Somersault" và "Speed Dial No. 2" (từ album When It Falls). Vào năm 2006, Sia tiếp tục hợp tác với Zero 7 qua album thứ ba của ban nhạc, The Garden, và vì vậy nên cô được mọi người đánh giá là ca sĩ hát chính "không chính thức" của Zero 7.
Vào năm 2000, Sia ký hợp đồng thu âm với phòng thu âm Dance Pool của hãng Sony Music và ra mắt đĩa đơn đầu tiên của cô, "Taken for Granted", giành lấy vị trí thứ 10 trên UK Singles Chart. Vào năm 2001, cô ra mắt album đơn ca thứ hai của mình, Healing Is Difficult, kết hợp giữa hai thể loại nhạc retro jazz và soul, và nội dung lời ca của nó cho biết chuyện Sia đang phải đối mặt với cái chết của mối tình đầu của mình. Không hài lòng với việc quảng bá album, Sia sa thải quản lý của cô, rời khỏi Sony Music và ký hợp đồng với Go! Beat, một chi nhánh nhỏ của Universal Music Group (UMG). Tại Lễ trao giải APRA vào năm 2002, Sia giành được giải Người viết bài hát Đột phá cùng với bộ đôi ngôi sao nhạc pop ở Brisbane Aneiki, Jennifer Waite và Grant Wallis.

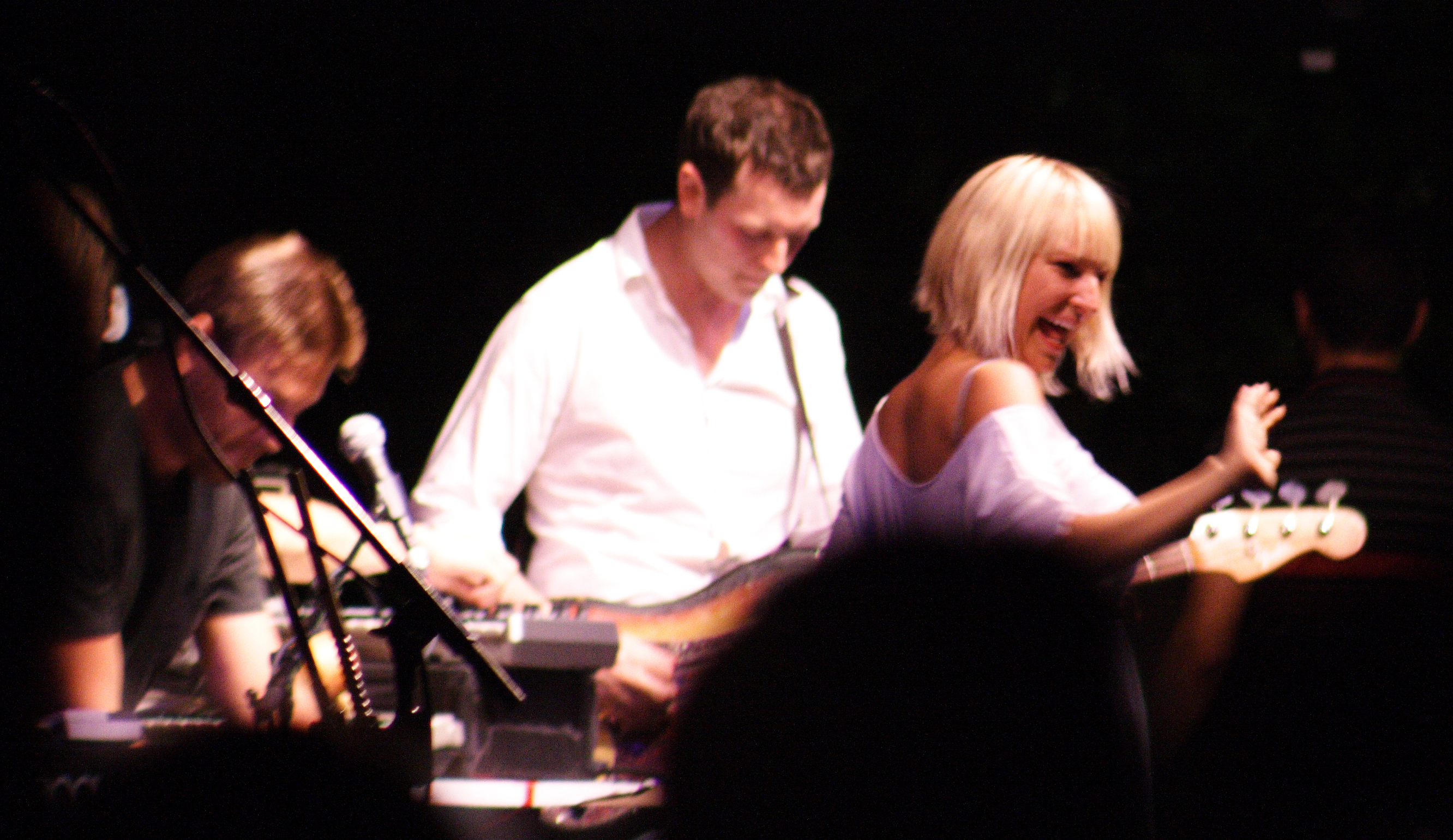
Sia và Zero 7 biểu diễn vào năm 2006

Vào năm 2004, Sia phát hành album phòng thu thứ ba của cô, Colour the Small One. Cô sử dụng một hỗn hợp gồm các thể loại nhạc acoustic và điện tử làm chất liệu nhạc cho album này. Album bao gồm bốn đĩa đơn: "Don't Bring Me Down", "Breathe Me", "Where I Belong" và "Numb". "Breathe Me" giành lấy vị trí thứ 71 tại Anh Quốc, thứ 19 tại Đan Mạch và thứ 81 tại Pháp. "Where I Belong" từng dự kiến sẽ được đưa vào làm nhạc phim của bộ phim Người Nhện 2; tuy nhiên, do một mâu thuẫn xung đột của hãng thu âm, nó đã bị thu hồi trong những phút cuối cùng.
Không mãn nguyện với chuyện Colour the Small One đang được bày bán trên thị trường với chất lượng kém và vẫn đang vật lộn để kết nối được với một đối tượng chủ đạo, Sia di chuyển sang Thành phố New York vào năm 2005. Trong khoảng thời gian đó, "Breathe Me" được chọn sẽ xuất hiện trong cảnh cuối cùng của series phim truyền hình của HBO Six Feet Under, góp phần làm cho danh tiếng của Sia tăng cao thêm tại Mỹ. Do đó, quản lý của Sia, David Enthoven, đã sắp xếp một chuyến lưu diễn vòng quanh đất nước để duy trì sự nghiệp đang lớn dần của cô.

### 2007–2010:Some People Have Real ProblemsvàWe Are Born

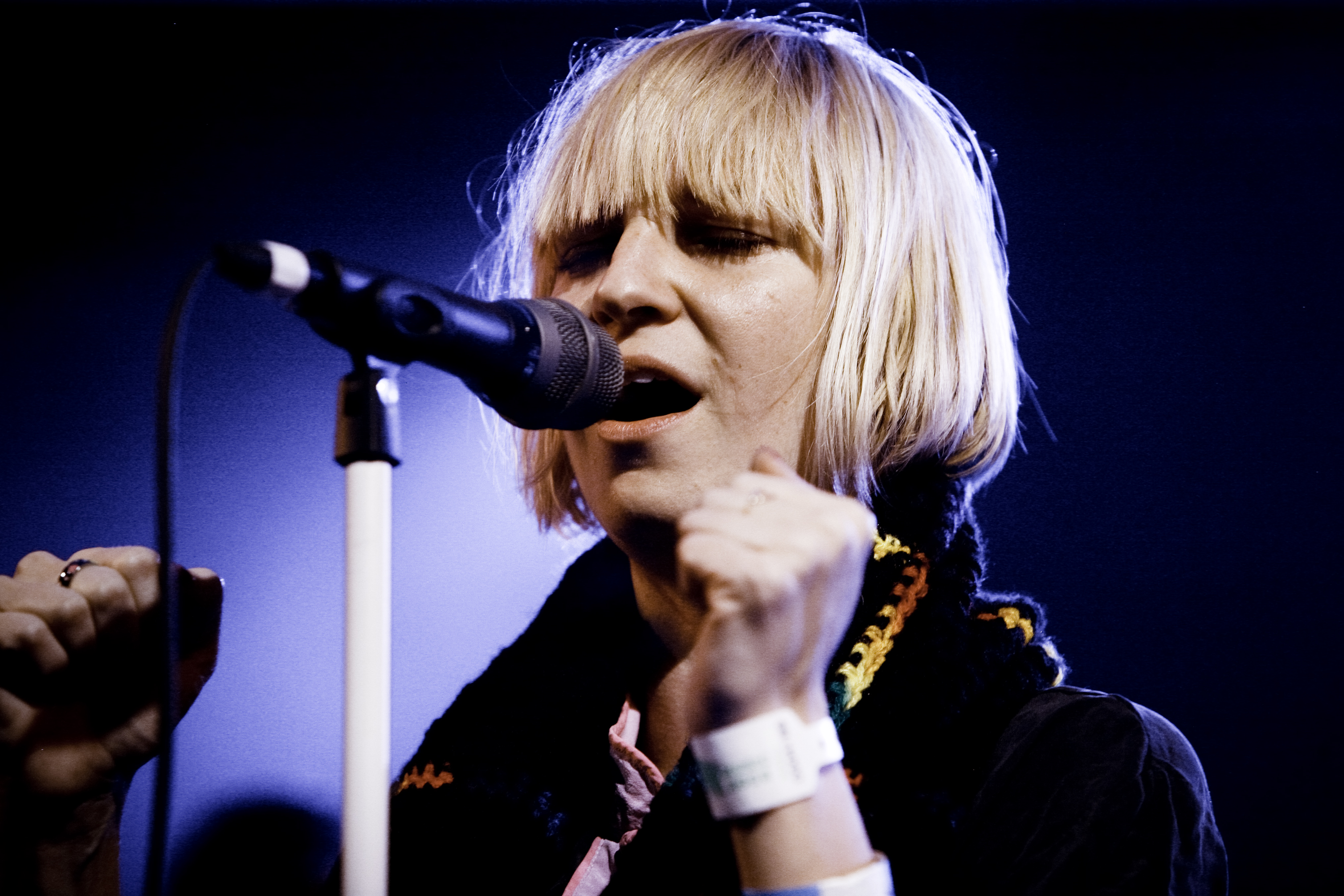
Sia biểu diễn tại Liên hoan Âm nhạc South by Southwest, 2008

Vào năm 2007, Sia phát hành một album trực tiếp, có tựa đề Lady Croissant, bao gồm tám bài hát biểu diễn trực tiếp từ buổi biểu diễn vào tháng 4 năm 2006 tại Bowery Ballroom, New York và một bản thu âm phòng thu mới—"Pictures". Một năm sau, cô rời khỏi Zero 7, được thay thế bởi Eska Mtungwazi làm ca sĩ nữ hát chính cho ban nhạc. Sia phát hành album phòng thu thứ tư của cô, Some People Have Real Problems vào ngày 8 tháng 1 năm 2008. Album giành được vị trí thứ 41 tại Úc và được chứng nhận Vàng bởi Hiệp hội Công nghiệp ghi âm Úc. Nó được xếp hạng thứ 26 trên Billboard 200 của Mỹ, trở thành album đầu tiên của Sia được nằm trong bảng xếp hạng tại Mỹ.
Some People Have Real Problems bao gồm bốn đĩa đơn. Đĩa đơn đầu tiên, "Day Too Soon", được phát hành vào tháng 11 năm 2007 và đứng ở vị trí thứ 24 trong bảng xếp hạng Hot Dance Club Songs. Đĩa đơn thứ hai, "The Girl You Lost to Cocaine", được ra mắt vào tháng 3 năm 2008. Đĩa đơn đã giành lấy vị trí thứ 11 tại Hà Lan và thứ 12 tại Tây Ban Nha; và vươn lên vị trí thứ 8 trong Hot Dance Club Songs. Đĩa đơn thứ ba của album, "Soon We'll Be Found", được phát hành vào tháng 10 năm 2008. Bản remix Bart Hendrix Deep Dope của "Buttons" được phát hành dưới dạng đĩa đơn trong Some People Have Real Problems vào tháng 2 năm 2009.
Vào tháng 5 năm 2009, Sia phát hành video TV Is My Parent dưới dạng DVD, bao gồm một buổi hòa nhạc trực tiếp tại Hilo Ballroon ở New York, bốn video âm nhạc và cảnh hậu trường. Tại Lễ trao giải Âm nhạc ARIA năm 2009, Sia đoạt giải DVD Âm nhạc Xuất sắc nhất với TV Is My Parent. Cô đồng thời cũng nhận được một đề cử cho giải Album Nghệ sĩ Đột phá Xuất sắc nhất với Some People Have Real Problems.
Vào năm 2009, ca sĩ người Mỹ Christina Aguilera đã trao đổi với Sia về việc viết một số bản nhạc ballad cho album phòng thu thứ sáu sắp tới của Aguilera. Sản phẩm cuối cùng, Bionic, bao gồm ba bài hát được đồng sáng tác bởi Sia. Sau đó, vào năm 2010, Sia cũng là người đồng sáng tác ra "Bound to You", là nhạc phim của bộ phim Mỹ Burlesque, với sự tham gia của Aguilera và ca sĩ người Mỹ Cher. Bài hát được đề cử cho giải Ca khúc trong phim Hay nhất tại Giải Quả cầu vàng lần thứ 68. Vào tháng 5 năm 2011, Sia xuất hiện trong mùa giải đầu tiên của chương trình The Voice Mỹ, với vai trò là một cố vấn cho Aguilera, người đã từng là một huấn luyện viên và là một vị giám khảo.

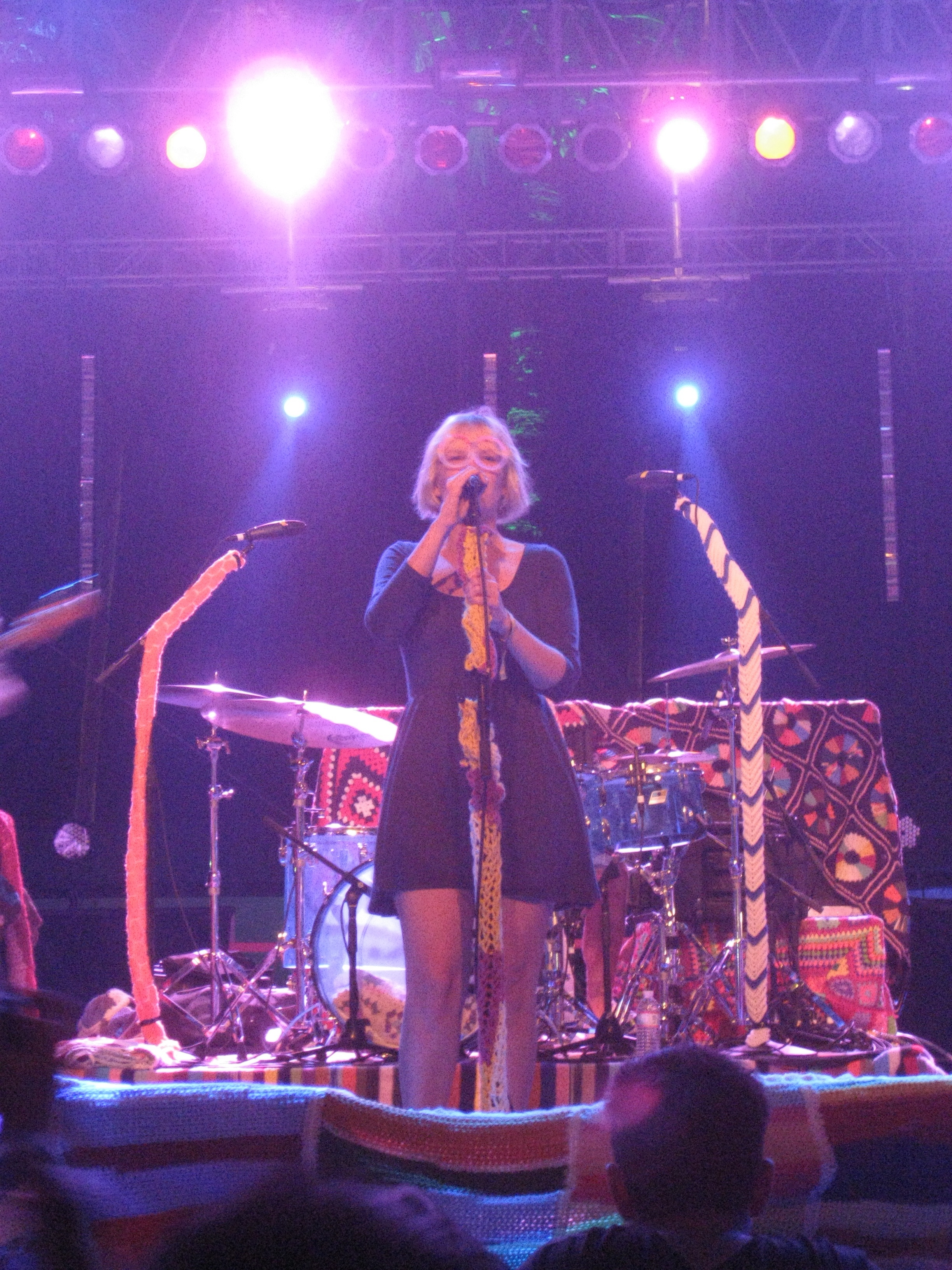
Sia biểu diễn trong We Meaning You Tour, năm 2010

Vào tháng 6 năm 2010, Sia ra mắt album phòng thu thứ năm của cô, We Are Born. Nó đứng ở vị trí thứ hai trong bảng xếp hạng âm nhạc ARIA Charts và được chứng nhận Vàng bởi ARIA. Trước khi album được phát hành, ba đĩa đơn đã ra đời: "You've Changed", ra mắt vào tháng 12 năm 2009 và xếp hạng 31 tại Úc. Đĩa đơn tiếp theo, "Clap Your Hands", ra mắt vào tháng 6 năm 2010 và trở thành đĩa đơn được xếp hạng cao nhất của album, giành lấy vị trí thứ 17 tại Úc, thứ 10 tại Hà Lan và thứ 27 tại Thụy Sĩ. Còn "Bring Night", nó được phát hành dưới dạng đĩa đơn cuối cùng của dự án trên vào tháng 9 năm 2010, xếp hạng 99 tại Úc. Nhà sản xuất Greg Kurstin đã hợp tác với Sia cùng sản xuất ra album này. Tại Lễ trao giải Âm nhạc ARIA năm 2010, We Are Born đã mang về cho Sia hai giải thưởng: Đĩa đơn Độc lập Được phát hành Xuất sắc nhất và Đĩa đơn Pop Được phát hành Xuất sắc nhất. Trong khi đó, tại Lễ trao giải Âm nhạc ARIA năm 2011, Sia đã nhận một đề cử cho giải thưởng Bài hát của năm với bài hát "Clap Your Hands". Để quảng bá We Are Born, Sia bắt tay vào khởi động chuyến lưu diễn We Meaning You Tour, lưu diễn khắp Bắc Mỹ và châu Âu vào tháng 4–5 năm 2010. Buổi biểu diễn đầu tiên của chuyến lưu diễn tại Commadore Ballroom ở Vancouver đã bị hủy sau khi nữ ca sĩ đã hoàn thành xong việc biểu diễn trực tiếp năm bài hát, sau đó cô phải rút lui vì bị lả đi do thời tiết nắng nóng. Cô tiếp tục khởi động một chuyến lưu diễn khác mang tên We Are Born Tour, lưu diễn tại Úc vào tháng 2 năm 2011 và tại Bắc Mỹ vào tháng 7–8 năm 2011. Vào tháng 3 năm 2012, Sia phát hành album Best Of... tại Úc, bao gồm những bài hit thành công nhất của cô.

### 2010–2013: Sự nghiệp viết nhạc và sự công nhận chủ đạo

Sia biểu diễn năm 2011.

Tiếp nối thành công của We Are Born, Sia cảm thấy không được thoải mái với danh tiếng đang lớn dần của mình. Cô nói với tờ The New York Times: "Tôi chỉ muốn có một cuộc sống riêng tư. Một lần, khi một người bạn của tôi bảo tôi rằng họ bị ung thư, một người khác liền đứng dậy và hỏi tôi, ngay giữa cuộc hội thoại, rằng họ có thể chụp một tấm ảnh với tôi không. Bạn hiểu tôi chứ? Thế là đủ rồi, phải không?" Cô từ chối việc quảng bá cho các chuyến lưu diễn của mình, bắt đầu đeo một cái mặt nạ trên sân khấu và dần dần trở nên phụ thuộc vào thuốc phiện và rượu chè; cô coi đó là một cách để tự sát. Sia sa thải Enthoven và thuê Jonathan Daniel, người đã gợi ý cho cô về việc sáng tác bài hát cho các nghệ sĩ khác.
Sia quyết định rút lui khỏi nghề nghệ sĩ thu âm và bắt đầu sự nghiệp là người viết bài hát. Cô đã sớm viết "Titanium" cho ca sĩ người Mỹ Alicia Keys, nhưng sau này lại gửi cho David Guetta, người đã lấy thêm giọng hát demo chính gốc của Sia và phát hành nó dưới dạng đĩa đơn vào năm 2011. "Titanium" đứng ở những vị trí cao trong các bảng xếp hạng ở Hoa Kỳ, Úc và nhiều khu vực thuộc châu Âu. Tuy nhiên, Sia lại không hài lòng với thành công vang dội của đĩa đơn: " [...] Tôi thậm chí không bao giờ biết rằng điều này sẽ xảy ra, và tôi thật sự rất buồn. Vì tôi chỉ mới vừa rút lui, nên tôi luôn đang cố gắng trở thành một nhạc sĩ viết nhạc pop, chứ không còn là một nghệ sĩ nữa. Từ năm 2011 đến 2013, Sia đã đồng viết ra nhiều bài hát cho nhiều nghệ sĩ thu âm khác, bao gồm Beyoncé, Kylie Minogue, Flo Rida và Rihanna. Sản phẩm hợp tác của cô cùng với Flo Rida, "Wild Ones", đứng ở vị trí thứ 5 trên Billboard Hot 100 và là bài hát bán chạy thứ 10 trên toàn cầu vào năm 2012.

### 2013–2014: Đột phá với1000 Forms of Fear

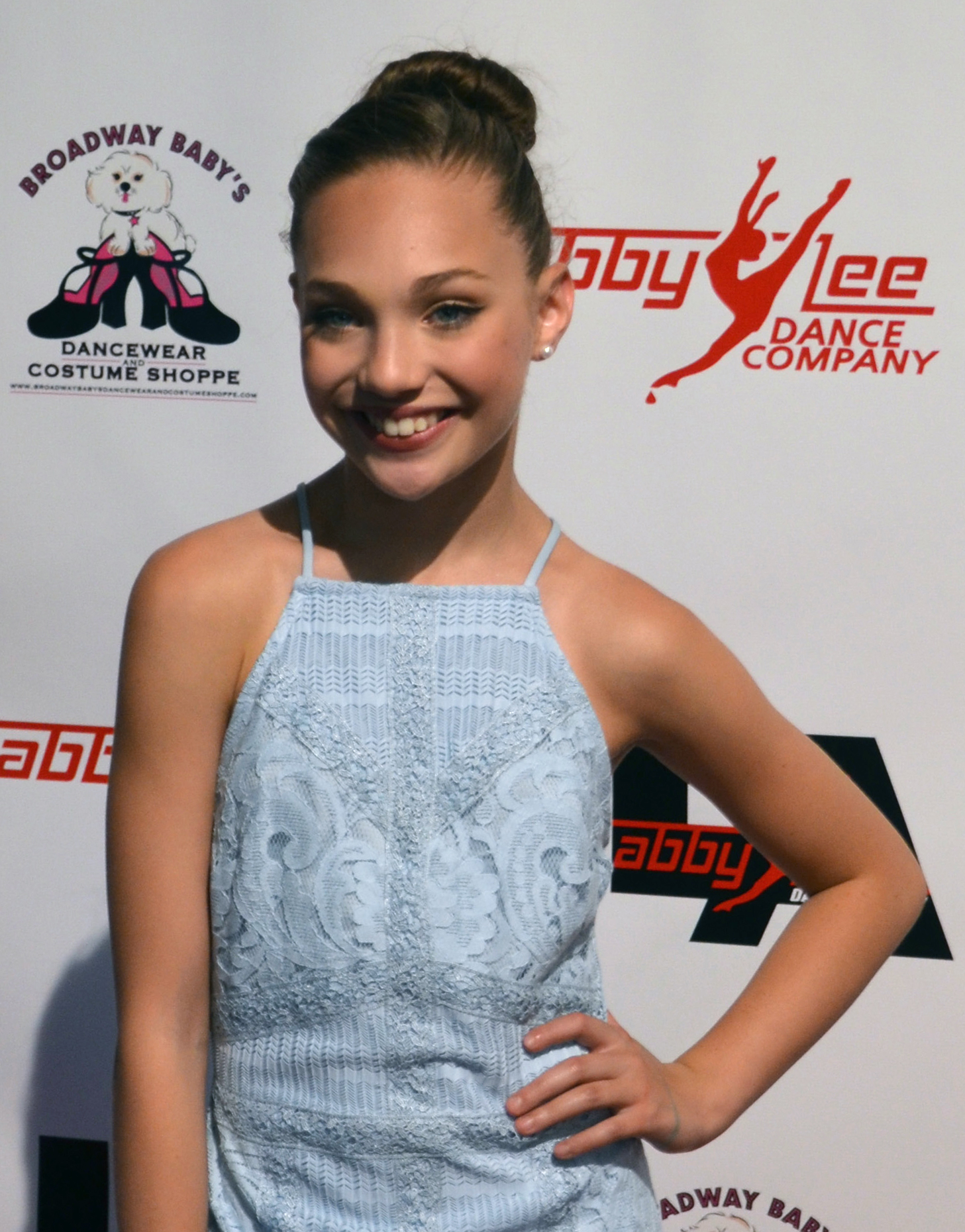
Ziegler tại California, năm 2015.

Vào tháng 10 năm 2013, Sia phát hành "Elastic Heart", với sự giúp đỡ của The Weeknd và Diplo, là nhạc phim của bộ phim Mỹ The Hunger Games: Bắt lửa (2013). Sia đã làm giám đốc điều hành sản xuất ra đĩa mở rộng (EP) đầu tay của Brooke Candy, Opulence, ra mắt hồi tháng 5 năm 2014, và đồng sáng tác 3 bài hát có trong đĩa mở rộng. Vào tháng 7 năm 2014, Sia ra mắt album phòng thu thứ sáu của mình, 1000 Forms of Fear. Cô tiếp tục hợp tác với Greg Kurstin. Album đứng ở vị trí quán quân trong Billboard 200 của Mỹ và bán được hơn 52.000 bản chỉ trong tuần đầu tiên. Đến tháng 10 năm 2015, nó được chứng nhận Vàng bởi RIAA cùng với hơn 500.000 đơn vị album tương đương được bán ở Mỹ. Nó đứng ở vị trí thứ nhất tại Úc và vươn lên đứng trong top 10 của các bảng xếp hạng ở nhiều khu vực châu Âu. Nó được chứng nhận Bạc bởi Công nghiệp ghi âm Anh và chứng nhận Vàng bởi ARIA. Đến đầu năm 2016, album đã bán được 1 triệu bản trên toàn cầu.
Đĩa đơn đầu tiên của 1000 Forms of Fear, "Chandelier", được ra mắt vào tháng 3 năm 2014. Bài hát đứng ở vị trí thứ 8 trong Billboard Hot 100, trở thành con đường giúp Sia lọt vào bảng xếp hạng với tư cách là một nghệ sĩ hát chính. Ở những khu vực khác, bài hát cũng đã nhận được nhiều thành công về thương mại, được xếp hạng trong top 10 của nhiều bảng xếp hạng âm nhạc ở Úc và nhiều khu vực thuộc châu Âu. Tính đến tháng 1 năm 2015, đĩa đơn đã bán được hơn 2 triệu bản tại Mỹ. Các bài hát "Eye of the Needle" và "Big Girls Cry" được phát hành lần lượt với vai trò là đĩa đơn thứ hai và thứ ba của album, vào tháng 6 năm 2014. Vào tháng 1 năm 2015, Sia phát hành một phiên bản đơn ca của bài hát "Elastic Heart", là đĩa đơn thứ tư trích từ 1000 Forms of Fear; kết quả cuối cùng, nó đã vươn lên top 20 trong bảng xếp hạng Billboard Hot 100. Tại Giải Grammy lần thứ 57 (2015), Sia nhận được bốn đề cử cho "Chandelier": Thu âm của năm, Bài hát của năm, Trình diễn đơn ca pop xuất sắc nhất và Video âm nhạc xuất sắc nhất.
Về việc biểu diễn trực tiếp các bài hát từ 1000 Forms of Fear, Sia quyết định không để lộ mặt, hoặc là quay hướng khác so với hướng khán giả hay giấu mặt trong mái tóc vàng bạch kim dài quá khổ. Trong video âm nhạc của các đĩa đơn "Chandelier", "Elastic Heart" và "Big Girls Cry", Ryan Heffington được chọn làm biên đạo múa và được đồng đạo diễn bởi Sia và Daniel Askill. Trong nhiều chương trình biểu diễn trực tiếp để quảng bá album, vũ công trẻ Maddie Ziegler được ủy quyền biểu diễn cho Sia trong một mái tóc màu vàng tương tự như kiểu tóc quen thuộc của Sia. Ba video âm nhạc trên đã có khoảng tổng cộng hơn 2,7 tỷ lượt xem trên Vevo. Trong một cuộc phỏng vấn với tạp chí Interview, Sia giải thích với Kristen Wiig rằng cô quyết định che giấu khuôn mặt để thoát khỏi lối sống của một người nổi tiếng và duy trì được sự riêng tư của riêng mình: "Tôi đang cố gắng để có thể điều chỉnh được hình ảnh của tôi. Và tôi có quyền duy trì một chút riêng tư. Nhưng đồng thời tôi cũng không muốn bị bỏ lạc lõng ở ngoài hay để người khác nhận thấy tôi vừa mới tăng hay sụt mất 10 pound (4,5 kg), hay việc tóc tôi vừa mới rụng mất mấy sợi, hay chuyện làn da rám nắng giả tạo của tôi bị phá hỏng đi chăng nữa. Hầu hết mọi người không nhất thiết phải chịu đựng những áp lực đó, và tôi muốn trở thành một trong số họ." Video âm nhạc của Elastic Heart đã "nhận được sự bất đồng và sự khen ngợi dưới một tỷ lệ tương đương nhau", cùng với việc một số nhà phê bình nhận thấy rằng video có chứa một sự ái nhi ẩn ý xét về độ tuổi của các vũ công. Sia giải thích rằng hai vũ công biểu thị cho những "trạng thái xung khắc của bản thân", tuy nhiên sau đó cô đã xin lỗi trên Twitter đến tất cả mọi người bị kích động. Sự hợp tác của Sia và Heffington đã "nỗ lực nhiều hơn trong việc nâng cao các tiêu chuẩn của vũ đạo trong dòng nhạc pop hơn gần như mọi nghệ sĩ cùng thời đang tích hợp lại những hình thức này."
Vào năm 2014, Sia tham gia đóng góp cho phần nhạc phim cho bộ phim sản xuất năm 2014 dựa trên một nhạc kịch sân khấu Broadway Annie. Sia, cùng với nhà sản xuất Greg Kurstin, đã viết ra ba bài hát mới cho bộ phim cũng như làm việc lại với những bài hát của nhạc kịch. Sia, Kurstin và đạo diễn của Annie là Will Gluck được đề cử tại Giải Quả cầu vàng lần thứ 72 cho giải Ca khúc trong phim hay nhất với một trong những bài hát trong phim, "Opportunity".

### 2017–nay:Everyday Is Christmas
Vào năm 2017, Sia rời khỏi RCA, chuyển sang hợp tác cùng Atlantic Records. Cô phát hành album mới, Everyday Is Christmas, với Atlantic và Monkey Puzzle vào ngày 17 tháng 11 năm 2017. Album bao gồm những bài hát được đồng viết ra và đồng sản xuất bởi Greg Kurstin. Để quảng bá album này, Sia xuất hiện trên chương trình Ellen (cùng với Maddie Ziegler) và trên chương trình The Voice để trình bày bài hát "Snowman".
Đĩa đơn đầu tiên từ album là "Santa's Coming for Us", được phát hành vào ngày 30 tháng 10 năm 2017. Video âm nhạc của bài hát được phát hành vào ngày 22 tháng 11 năm 2017 trên kênh âm nhạc trên YouTube chính thức của Sia.

## Dự án khác
Sia đã viết một kịch bản phim vào năm 2015, lấy cảm hứng từ câu chuyện dài một trang mà cô đã viết vào năm 2007, có tựa đề Sister. Maddie Ziegler được chọn đóng vai chính trong dự án này.

## Danh sách đĩa nhạc
- OnlySee (1997)
- Healing Is Difficult (2001)
- Colour the Small One (2004)
- Some People Have Real Problems (2008)
- We Are Born (2010)
- 1000 Forms of Fear (2014)
- This Is Acting (2016)
- Everyday Is Christmas (2017)
- Music (2021)
- Reasonable Woman (2024)

## Lưu diễn
- Live from Sydney Tour (2009)
- We Meaning You Tour (2010)
- Nostalgic for the Present Tour (2016–2017)

## Phim ảnh
Sia đã viết và/hoặc trình bày các bài hát là nhạc phim của các bộ phim dưới đây:
- Annie (2014)
- Transparent (2015)
- Beat Bugs (2016)
- Zootopia (2016)
- Star Trek: Không giới hạn (2016)
- Lion (2016)
- Wonder Woman: Nữ thần chiến binh (2017)
- My Little Pony: The Movie (2017)
- Peter Rabbit (2018)
- Charming (sắp tới năm 2018)